# Erkan Sözeri
Erkan Sözeri (* 19. Mai 1966 in Ankara) ist ein ehemaliger türkischer Fußballspieler und -trainer.

## Spielerkarriere
Sözeri begann mit dem Profifußball im 1989 beim damaligen Zweitligisten Gaziantepspor. Bei diesem Verein eroberte er sich im Saisonverlauf einen Stammplatz. Zum Saisonende erreichte man die Meisterschaft der Zweitligaspielzeit 1989/90 und stieg damit in die höchste türkische Spielklasse, in die damals als 1. Lig bezeichnete Liga, auf.
Nach einer weiteren Spielzeit für Gaziantepspor wechselte er im Sommer 1991 innerhalb der Liga zu Trabzonspor. Bei diesem Verein gelang es ihm nicht, sich gegen seinen direkten Konkurrenten auf der Position des Linken Außenverteidigers, gegen Lemi Çelik, durchzusetzen. So absolvierte er bis zum Saisonende acht Ligaspiele, von denen er sechs über die volle Spiellänge spielte. Zum Saisonende gewann er mit seiner Mannschaft den Türkischen Fußballpokal der Saison 1991/92.
Zum Sommer 1992 verließ er Trabzonspor bereits nach einem Jahr und heuerte beim Ligakonkurrenten Gençlerbirliği Ankara an. Bei diesem Verein schaffte er es auf Anhieb in die Startformation und etablierte sich zu einem Schlüsselspieler. Während seiner sechsjährigen Tätigkeit bei den Hauptstädtern spielte er mit Spielern wie Ergün Penbe, Kemalettin Şentürk, Metin Diyadin, Engin Özdemir, İlhan Mansız, Tarık Daşgün, Rahim Zafer, Ali Eren Beşerler, Ümit Özat und Ümit Karan zusammen, die es alle zu später wichtigen Persönlichkeiten des türkischen Fußballs bringen sollten. Während die meisten dieser Spieler sich bei Gençlerbirliği zu Shootingstars entwickelten und später gegen eine große Ablösesumme zu einem der drei großen Istanbuler Vereinen Fenerbahçe, Galatasaray und Beşiktaş wechselten, blieb Sözeri zusammen mit Metin Diyadin, mit dem er den größten Teil seiner Spielerkarriere zusammenspielen sollten, Gençlerbirliği treu. Beide Spieler etablierten sich zu den wichtigsten Leistungsträgern ihrer Mannschaft. In der Erstligasaison 1994/95 belegte er mit seinem Verein die beste Tabellenplatzierung der Vereinsgeschichte seit 29 Jahren. Eines seiner wichtigsten Spiele machte Sözeri am 20. Dezember 1997 in der Ligapartie gegen Fenerbahçe Istanbul: Hier besiegte man die Istanbuler deutlich mit 3:0, wobei Sözeri zwei Tore selbst erzielte und zum Man of the Match wurde.
Zum Saisonende wechselte er zusammen mit seinem Teamkollegen Metin Diyadin zu Fenerbahçe Istanbul. Hier wurde er vom deutschen Trainer Jogi Löw nicht oft eingesetzt, der statt Sözeri den Deutsch-Türken Tayfun Korkut auf der Position des linken Außenverteidigers spielen ließ. Nachdem Sözeri in der Hinrunde in nur drei Spielen zum Einsatz gekommen war, wurde er für die Rückrunde an den Zweitligisten Çaykur Rizespor ausgeliehen und kehrte zum Saisonende zu Fenerbahçe zurück. Hier übernahm in der Zwischenzeit Rıdvan Dilmen das Traineramt. Obwohl Sözeri unter diesem Trainer und dessen Nachfolger Zdeněk Zeman sich keinen Stammplatz erkämpfen konnte, kam er zu regelmäßigen Einsätzen. Nachdem Zeman Mitte Dezember 199? durch Turhan Sofuoğlu ersetzt wurde, kam Sözeri zu keinem weiteren Pflichtspielsatz für Fenerbahçe und verließ zum Saisonende den Verein.
Zum Sommer 2000 wechselte Sözeri erneut zusammen mit seinem Teamkollegen Metin Diyadin, diesmal zum Zweitligisten Göztepe Izmir. Bei diesem Verein etablierten sich beide auf Anhieb als Führungsspieler und hatten großen Anteil daran, dass der Verein die Zweitliga 2000/01 als Meister beendete und so den direkten Wiederaufstieg in die Süper Lig erreichte. Dort geriet der Verein in große finanzielle Schwierigkeiten und stand früh als erster Absteiger fest. In diesem Umfeld absolvierte Sözeri 13 Ligaspiele und beendete zum Saisonende seine Spielerkarriere.
Für die Saison 2018/19 übernahm er den Zweitligisten Gençlerbirliği Ankara. Ende April 2019 übernahm er zum dritten Mal in seiner Laufbahn Giresunspor.

## Trainerkarriere
Sözeri startete ein Jahr nach dem Ende seiner Spielerlaufbahn eine Trainerkarriere. Als erste Tätigkeit übernahm er bei MKE Kırıkkalespor den Co-Trainerposten und assistierte damit seinen ehemaligen Mitspieler Durmuş Çolak. Ein Jahr später stieg er bei diesem Verein zum Cheftrainer auf und arbeitete eine Spielzeit in dieser Funktion. Die nachfolgenden Spielzeiten arbeitete bei diversen Vereinen der TFF 2. Lig. Zum August 2011 übernahm er beim Erstligisten Orduspor das Co-Traineramt und assistierte hier seinem ehemaligen Teamkollegen Metin Diyadin. Nach dieser Tätigkeit arbeitete er als Cheftrainer der Reihe nach bei Tokatspor, Fethiyespor und Alanyaspor.
Zum Sommer 2013 wurde er beim Süper-Lig-Absteiger Orduspor als Cheftrainer vorgestellt. Im Anschluss an den 36. Spieltag der Saison 2013/14 wurde Sözeri entlassen.
Anfang Oktober kehrte Sözeri zu Orduspor zurück und wurde Nachfolger von Fikret Yılmaz. Bereits nach zweiwöchiger Tätigkeit trat er wieder von seinem Amt zurück.
Im Oktober 2014 übernahm er Giresunspor und betreute diesen Verein bis zum Saisonende. Nach anschließendem Vertragsende kam es mit diesem Verein zu keiner weiteren Vertragsverlängerung. So verließ Sözeri den nordtürkischen Zweitligisten und übernahm für die anstehende Spielzeit 2015/16 den Erstligaabsteiger Balıkesirspor. Nach dem 7. Spieltag der Saison 2015/16 trat er von seinem Amt zurück.
Etwa drei Wochen nach seinem Rücktritt bei Balıkesirspor übernahm er seinen vorherigen Verein Giresunspor. Mit diesem Verein belegte er dann bis zum letzten Spieltag meistens Tabellenplätze für die Play-off-Phase der Liga. Am letzten Spieltag verfehlte seine Mannschaft im Heimspiel gegen Alanyaspor durch den Gegentreffer zum 2:2-Endstand in der Nachspielzeit den notwendigen Sieg für eine Play-off-Platzierung.
Zur Saison 2016/17 wurde Sözeri als neuer Cheftrainer des Zweitligisten Adana Demirspor verpflichtet. Bereits nach zwei Monaten wurde er von diesem Verein entlassen und übernahm wenige Tage nach seiner Entlassung den sich in der Abstiegszone befindlichen Istanbuler Ligarivalen Ümraniyespor. Diesen Verein führte er schnell auf die oberen Tabellenplätze.
Zur Saison 2017/18 übernahm er mit Kardemir Karabükspor zum ersten Mal in seiner Laufbahn einen Erstligisten. Nach sechs Spieltagen wurde er entlassene.

## Erfolge
Mit Gaziantepspor
- Meister der TFF 1. Lig und Aufstieg in die Süper Lig: 1989/90

Mit Trabzonspor
- Türkischer Fußballpokalsieger: 1991/92

Mit Gençlerbirliği Ankara
- Fünfter der Süper Lig: 1994/95
- TSYD-Pokalsieger: 1992/93, 1993/94, 1997/98

Mit Göztepe Izmir
- Meister der TFF 1. Lig und Aufstieg in die Süper Lig: 2000/01